# Левенгаупт, Карл Густав
Карл Гу́став Мориц Туре Левенгаупт (швед. Carl Gustaf Moritz Thure Lewenhaupt; 7 января 1884, Эребру — 11 мая 1935, Оскар) — шведский спортсмен-конник, серебряный и бронзовый призёр Олимпийских игр в троеборье и конкуре.

## Карьера
Участник двух Олимпиад: 1920 и 1924 годов.
В 1920 году на лошади Mon Coeur стал бронзовым призёром в личном конкуре, уступив итальянцам Томмазо Леквио ди Ассабе и Алессандро Валерио.
В 1924 году на лошади Canter принимал участие в личном и командном троеборье. В индивидуальном первенстве не финишировал, а в командном показал четвёртый результат в шведской команде и его очки не учитывались в общем зачёте. Тем не менее он также получил серебряную медаль.
После завершения карьеры был членом Олимпийского комитета Швеции и представлял страну на Олимпийских конгрессах в Лозанне и Париже.